# Hieracium gombense
Hieracium gombense es una especie de planta con flor del género Hieracium, de la familia Asteraceae, orden Asterales.

## Distribución
Hieracium gombense se distribuye por Austria, Italia, Polonia y Suiza.

## Taxonomía
Fue descrita científicamente por Lagger & Christener.
Tratamiento taxonómico
La especie aparece registrada y publicada en  Neue Denkschr. Allg. Schweiz. Ges. Gesammten Naturwiss.